# Tipula (Lunatipula) longidens
Tipula (Lunatipula) longidens is een tweevleugelige uit de familie langpootmuggen (Tipulidae). De soort komt voor in het Palearctisch gebied.